# Saint-Genès-de-Castillon
 Saint-Genès-de-Castillon  es una población y comuna francesa, situada en la región de Aquitania, departamento de Gironda, en el distrito de Libourne y cantón de Castillon-la-Bataille.

## Demografía
| 378 | 454 | 398 | 402 | 370 | 389 |
| Para los censos de 1962 a 1999 la población legal corresponde a la población sin duplicidades (Fuente: INSEE [Consultar]) |     |     |     |     |     |